# Ludovico Sforza
Ludovico Maria Sforza (tiếng Ý: [ludoˈviːko maˈriːa ˈsfɔrtsa]; 27 tháng 7, 1452 – 27 tháng 5, 1508), hay còn gọi là Ludovico il Moro (tiếng Ý: [il ˈmɔːro]; "Kẻ hoang dại"), là một quý tộc người Ý thời Phục Hưng, công tước xứ Milan từ năm 1494 sau cái chết của cháu mình là công tước Gian Galeazzo Sforza, cho đến năm 1499. Là một thành viên gia tộc Sforza, ông là con trai thứ tư của Francesco I Sforza. Ông cũng nổi tiếng là người bảo trợ cho Leonardo da Vinci và các nghệ sĩ khác, ông đã chủ trì giai đoạn cuối cùng và cũng là giai đoạn hiệu quả nhất của Milan thời Phục Hưng. Ông cũng được biết đến là người đã yêu cầu da Vinci vẽ Bữa ăn tối cuối cùng, cũng như có vai trò khơi mào Các cuộc chiến tranh Ý.